# Where Have All the Flowers Gone?
„Where Have All The Flowers Gone?” (pol. Gdzie są kwiaty z tamtych lat?) – antywojenna piosenka skomponowana przez Pete'a Seegera w 1955 roku i opublikowana w amerykańskim kwartalniku muzycznym „Sing Out!”. W 1960 roku Joe Hickerson dopisał dalsze zwrotki tekstu (oryginalny tekst Seegera kończył się na 3 zwrotkach).
Inspiracją Seegera był tekst pieśni kozaków dońskich wspomnianej w powieści Cichy Don oraz melodia tradycyjnej pieśni irlandzkich drwali zawierającej słowa „Johnson says he'll load more hay”, której tempo Seeger znacznie spowolnił.

## Wersje
Piosenka ta była wykonywana/ coverovana w różnych językach.
- Polską wersję ze słowami Wandy Sieradzkiej śpiewała m.in. Sława Przybylska[5]
- Niemiecką wersję („Sag mir, wo die Blumen sind”) upowszechniła Marlena Dietrich[6]. Marlena Dietrich śpiewała tę piosenkę w oryginalnej wersji tekstowej angielskiej i francuskiej jako „Oú vont les fleurs”.